# آیدا ماریا
ایدا ماریا بورلی سیورتسن (‎/ˈiːdə/‎ EE-də؛ زادهٔ ۱۳ ژوئیهٔ ۱۹۸۴)، که بیشتر با نام ایدا ماریا شناخته می‌شود، یک موسیقی‌دان و ترانه‌سرا نروژی است. ماریا در نسنا به دنیا آمد و بزرگ شد. او نواختن گیتار را به خودش آموخت و در سن ۱۴ سالگی شروع به اجرا در کنسرت‌های محلی کرد
گزارش شده است که ماریا دچار سینستزیا می‌شود که باعث می‌شود با شنیدن موسیقی رنگ‌ها را ببیند.

## آهنگ‌شناسی

### آلبوم‌های استودیویی
| قلعه دور قلب من                                                     | - منتشر شده: ۲۸ ژوئیه ۲۰۰۸ - برچسب: نایت لاینر - فرمت: دانلود دیجیتال، سی دی                               | ۵  | ۳۹ |
| کاتلا                                                               | - منتشر شده: ۸ نوامبر ۲۰۱۰ - برچسب: Waterfall Records، گروه موسیقی یونیورسال - فرمت: دانلود دیجیتال، سی دی | ۱۴ | -  |
| عشق همه چیز را تسخیر می‌کند                                          | - تاریخ انتشار: اوت ۲۰۱۳ - برچسب: نایت لاینر - فرمت: دانلود دیجیتال، سی دی                                 | -  | -  |
| نام من را رسوا کنید                                                 | - منتشر شده: ۸ آوریل ۲۰۱۶ - برچسب: Kirkelig Kulturverksted - فرمت: دانلود دیجیتال، سی دی                   | -  | -  |
| "—" به آلبومی اشاره می‌کند که در چارت قرار نگرفته یا منتشر نشده است. | |    |    |

### نمایشنامه‌های تمدید شده
| عنوان       | جزئیات                                                                            |
| ----------- | --------------------------------------------------------------------------------- |
| شادی تصادفی | - منتشر شده: ۱۸ فوریه ۲۰۱۴ - برچسب: ریپابلیک رکوردز - فرمت: دانلود دیجیتال، سی دی |
| پول کثیف    | - منتشر شده: ژوئن ۲۰۲۱ - برچسب: - فرمت: دانلود دیجیتال، سی دی                     |

### تک آهنگها
| "اوه خدای من"                                                      | ۲۰۰۷ | -بله. | -بله. | -بله. | قلعه ای که قلبم را احاطه می‌کند |
| "دل مرا از راه دور کن"                                             | ۲۰۰۷ | -بله. | -بله. | -بله. | قلعه ای که قلبم را احاطه می‌کند |
| "استلا"                                                            | ۲۰۰۷ | -بله. | -بله. | ۱۸۵   | قلعه ای که قلبم را احاطه می‌کند |
| "ملکه جهان"                                                        | ۲۰۰۷ | -بله. | -بله. | -بله. | قلعه ای که قلبم را احاطه می‌کند |
| "من تو را خیلی بیشتر دوست دارم وقتی برهنه هستی"                    | ۲۰۰۸ | ۱۹    | ۵۵    | ۱۳    | قلعه ای که قلبم را احاطه می‌کند |
| "اوه خدای من"                                                      | ۲۰۰۹ | -بله. | -بله. | ۸۵    | قلعه ای که قلبم را احاطه می‌کند |
| "کرم بد"                                                           | ۲۰۱۰ | -بله. | -بله. | -بله. | کتل                            |
| "چری ریڈ"                                                          | ۲۰۱۱ | -بله. | -بله. | -بله. | کتل                            |
| "69"                                                               | ۲۰۱۳ | -بله. | -بله. | -بله. | شادی تصادفی                    |
| "بوجی با روح شیطان"                                                | ۲۰۱۴ | -بله. | -بله. | -بله. | شادی تصادفی                    |
| "نام مرا رسوا کن"                                                  | ۲۰۱۶ | -بله. | -بله. | -بله. | نامم را رسوا کن                |
| "همه مشکلاتم را به خدا می‌گویم"                                     | ۲۰۱۶ | -بله. | -بله. | -بله. | نامم را رسوا کن                |
| "تو"                                                               | ۲۰۱۷ | -بله. | -بله. | -بله. |                                |
| "فین"                                                              | ۲۰۱۷ | -بله. | -بله. | -بله. |                                |
| "اسکیندیلوف"                                                       | ۲۰۱۸ | -بله. | -بله. | -بله. |                                |
| "گیتون تسلیح" (با خون‌آشام)                                         | ۲۰۱۹ | -بله. | -بله. | -بله. |                                |
| "تحت چشم غریبه"                                                    | ۲۰۲۰ | -بله. | -بله. | -بله. |                                |
| "از تو مریضم"                                                      | ۲۰۲۰ | -بله. | -بله. | -بله. | پول کثیف                       |
| "من مشغولم"                                                        | ۲۰۲۱ | -بله. | -بله. | -بله. | پول کثیف                       |
| "پای کثیف"                                                         | ۲۰۲۱ | -بله. | -بله. | -بله. | پول کثیف                       |
| "کالیفرنیا"                                                        | ۲۰۲۱ | -بله. | -بله. | -بله. | پول کثیف                       |
| " - " به معنی یک تک آهنگ است که نمودار نشده است یا منتشر نشده است. |      |       |       |       |                                |

## نماهنگ
| عنوان                              | سال  | کارگردان (های) |
| ---------------------------------- | ---- | -------------- |
| «قلبم را بران»                     | ۲۰۰۷ |                |
| "استلا"                            | ۲۰۰۸ |                |
| "ملکه جهان"                        | ۲۰۰۸ |                |
| "من را گرم نگه دار" (زنده)         | ۲۰۰۸ |                |
| "وقتی برهنه باشی خیلی دوستت دارم"  | ۲۰۰۸ |                |
| "اوه خدای من"                      | ۲۰۰۹ |                |
| "اوه خدای من" (ریمیکس و ایگی پاپ)  | ۲۰۰۹ |                |
| "لویی" (زنده)                      | ۲۰۰۹ |                |
| "کارمای بد"                        | ۲۰۱۰ |                |
| "مردم بسیار خوب"                   | ۲۰۱۱ |                |
| "69"                               | ۲۰۱۳ |                |
| "آخرین معاون"                      | ۲۰۱۴ |                |
| "بوگی با روح شیطان"                | ۲۰۱۴ |                |
| "من تمام مشکلاتم را به خدا می‌گویم" | ۲۰۱۶ |                |
| "ازت خسته شدم"                     | ۲۰۲۱ | سانتیاگو دی    |
| "پول کثیف"                         | ۲۰۲۱ | پر هیملی       |